# NSB BM 70
De NSB BM 70 is een vierdelig elektrisch treinstel voor het middellange afstand personenvervoer van de Norges Statsbaner (NSB).

## Geschiedenis
Het treinstel werd ontworpen en gebouwd door Düwag te werk Krefeld en Strømmens Værksted in Strømmen (later ADtranz) voor de Norges Statsbaner.

## Constructie en techniek
Het treinstel is opgebouwd uit een aluminium frame. Het treinstel is uitgerust met luchtvering. Er konden worden gecombineerd met max. 3 treinen van het type BM 69.

### Nummers
- Serie 1: 70 001-70 009 (bouwjaar: 1990)
- Serie 2: 70 010-70 012 (bouwjaar: 1992)
- Serie 3: 70 013-70 016 (bouwjaar: 1996)

## Treindiensten
Deze treinen worden / werden door de Norges Statsbaner (NSB) op de volgende trajecten ingezet.
- Dovrebanen
- Drammensbanen
- Vestfoldbanen
- Gjøvikbanen